# Браун, Николай Николаевич
Николай Николаевич Браун (24 ноября 1938, Ленинград) — русский поэт, переводчик, публицист, общественный деятель. Один из лидеров монархического и казачьего движений. Сын поэта Николая Леопольдовича Брауна, ученика Николая Гумилёва. Секретарь писателя Василия Шульгина в СССР.

## Юность
Мать — поэт, переводчик Мария Ивановна Комиссарова, чей предок спас императора Александра II от пули при покушении Каракозова в Летнем саду. В одном из интервью Николай Николаевич говорит, что он из семьи «двух поэтов», что в нём «помножились две крови: германская и русская».
В 1962 окончил Ленинградский институт культуры. В комсомоле и партии, по убеждениям, не состоял. В 1950-е — 60-е, имея спортивные разряды, немало времени отдал цирковым видам спорта: акробатике, воздушной гимнастике, цирковым трюкам. Например, выполнял комплекс упражнений на стреле парашютной вышки в ЦПКиО (50 м) без какой-либо страховки и т. п. Но от заманчивых предложений связать жизнь с ареной отказался.

## Карьера
С начала 1960-х увлёкся языками, занимался поэтическими переводами с немецкого, английского, финского, литовского, польского. Некоторые из них были опубликованы в журналах «Звезда» и «Нева». Его переводы американского поэта Стенли Кьюница, набранные в московском журнале «Иностранная литература», были сняты осенью 1968-го из-за политических выступлений поэта против подавления советскими танками «свобод в ЧССР». Всё опубликованное Н. Н. Брауном в советское время было подписано псевдонимом Николай Бороздин. Его переводы из Фридриха Гёльдерлина получили высокую оценку германистов. Литовские переводы вошли в том «Литовские поэты XX века» Большой серии Библиотеки поэта (1971). О публикации собственных его произведений, по идеологическим причинам, речи быть не могло.
В 1960-е ему удалось собрать редкую фонотеку авторского чтения стихов, включая перезаписи с уцелевших восковых валиков 1920-х годов, которая пополнялась современными авторами. Он многократно посещал Анну Ахматову, не раз приглашал её к себе для записи на магнитофон. Наряду с лирическими циклами, сумел сохранить записанную им в её чтении тогда запрещённую поэму «Реквием», по тому зарубежному изданию, которое сумел получить в 1964 году нелегально. На нём имеется её короткий автограф. Иногда их встречи сопровождались взаимным чтением стихов. Её дарственная надпись на книге «У самого моря» такова: «Николаю Брауну (млад.) от всей души Ахматова 19 ноября 1964 Ленинград».
Николай Ник. Браун встречался в Пушкинском Доме и беседовал на литературные темы с прилетевшим в СССР из Америки поэтом Робертом Фростом, который подарил ему книги с автографами для перевода на русский и пластинки со своими стихами для его фонотеки. Памятная надпись Фроста Николаю Николаевичу на книге «In the Clearing» («В просеке», 1962), в русском переводе: «Роберт Фрост — Николаю Брауну. С благодарностью сыну за любезность отца. Пушкинский Дом. Сентябрь 1962».
В 1967 состоялась встреча Николая Николаевича с американским поэтом Кьюницем, пулитцеровским лауреатом, упомянутым выше, с обстоятельной беседой о путях современной поэзии, со вручением ему книги «Selected Poems» («Избранные стихи», 1967) с автографом, в русском переводе: «Николаю Бороздину — с которым я имел удовольствие незабываемой встречи в Ленинграде — с большими надеждами на его поэзию. Стенли Кьюниц. 3 апреля 1967. Ленинград». В течение года переводы из этой книги, надежды, видимо, оправдали, поскольку были одобрены и набраны в московском журнале, причина их снятия названа выше. Примечательно, что позиция переводчика и автора книги по поводу «чешских событий» 1968 года и их оценка, в итоге, совпали.
В результате личного знакомства и ряда встреч с поэтами Финляндии, впервые посетившими столицу на Неве в 1967 году, Николай Николаевич опубликовал переводы ведущих финских поэтов разных поколений: Ласси Нумми, Айлы Мерилуото, Евы-Лийсы Маннер, Пентти Фабрициуса, Эльви Синерво и т. д. Конечно, о возможности его собственной зарубежной поездки куда либо в то советское время вопроса не возникало.
С середины 1960-х был близко знаком и находился в переписке с Василием Витальевичем Шульгиным, лидером Белого движения, депутатом Государственной Думы, принимавшим «отречение» у Николая II. По его просьбе Николай Ник. Браун в течение двух летних сезонов на Кавказе, был его секретарём, работал с ним над его новыми книгами. Он и его супруга, пулемётчица Добрармии Мария Дмитриевна Седельникова, стали для Брауна духовно близкими людьми.
Поскольку многие талантливые русские поэты и писатели были уничтожены Советской властью, Николай Николаевич поставил своей целью «вернуть России русскую поэзию» и занялся распространением тамиздата, самиздата и собственных стихов.

## Арест и тюремное заключение
15 апреля 1969 после обыска был арестован КГБ как «особо опасный государственный преступник» (ст. 70 УК РСФСР). Н. Н. Брауну вменялась антикоммунистическая и религиозная агитация и пропаганда, «террористические замыслы», подготовка взрыва мавзолея Ленина и подготовка покушения на Л. И. Брежнева, распространение «там- и „самиздата“» и его антисоветских стихов, в частности, против ввода советских войск в ЧССР в августе 1968 года. В связи с «делом Н. Н. Брауна» в 1969 году при 5-м Управлении КГБ, по распоряжению главы КГБ СССР Ю. В. Андропова, был создан 7-й отдел «для выявления и проверки лиц, вынашивающих намерение применить взрывчатые вещества и взрывные устройства в антисоветских целях», а также для «розыска авторов анонимных антисоветских документов и проверки сигналов об угрозах в адрес высших руководителей страны». Ответственность за работу созданного отдела была возложена Андроповым на возглавлявшего 5-е Управление КГБ генерал-лейтенанта Ф. Д. Бобкова.
Во время следствия были допрошены редакторы главных литературных журналов: Александр Твардовский («Новый мир»), Борис Полевой («Смена»), Георгий Холопов («Звезда»), Александр Попов («Нева»), московские поэты: Рюрик Ивнев, Арсений Тарковский, Лев Озеров. В показаниях последнего Н. Н. Браун был охарактеризован как один из самых одарённых современных поэтов. Павел Антокольский направил в Президиум Верховного Совета РСФСР заявление с протестом против необоснованного ареста лично знакомого ему молодого автора, подающего большие надежды в литературе. Позже с просьбой о пересмотре «дела Н. Н. Брауна» к Председателю Верховного суда СССР Льву Смирнову обратился член Правления СП СССР Евгений Евтушенко. В своём письме он утверждал, что ему «трудно судить о самом деле», но прочитанные ему стихи Н. Н. Брауна говорят о «несомненном литературном таланте», и, настаивая на пересмотре, выражал опасение: «Больно, если этот талант пропадёт».
Многие из допрошенных по делу в Москве, Ленинграде, Владимире и Таллинне были подвергнуты обыскам с изъятием 11 пишущих машинок и различных печатных материалов, включая стихи обвиняемого. После обыска и допроса на судебный процесс в Ленинград из Владимира чекистами был доставлен упомянутый выше писатель Василий Шульгин, проживавший там после освобождения из Владимирского централа, который выступил в защиту обвиняемого. В частности, с кафедры свидетеля он утверждал, что «не мог быть сагитирован обвиняемым против Советской власти», поскольку был «личным врагом Ленина», и отметил, что следователь при допросе предложил ему «вместе искать» в изъятых у него стихах обвиняемого «ненависть к Советской власти». Последняя встреча 91-летнего Шульгина с его молодым секретарём происходила в зале, заполненном чекистами в форме. В минуту их молчаливого прощания тишину никто не нарушал. Причём для советского Ленгорсуда свидетельство в защиту Н. Н. Брауна одного из бывших депутатов Императорской Думы, выступавшего, как тогда, в строгом чёрном костюме, и оставшегося националистом и монархистом, лишь утяжеляло вину.
Процесс был закрытым. В суде, по просьбе судьи, Н. Н. Браун прочёл ряд стихов, инкриминируемых ему и включённых в состав обвинения, а затем в приговор. Процедура обвинения выглядела так: в зал суда вводили свидетеля, который садился на свидетельское место и слушал, как автор со скамьи подсудимых декламировал стихи, включённые в обвинение, а затем должен был подтвердить с кафедры свои показания, подписанные им при допросе. Обвиняемым были продекламированы стихи: «Заповеди раба страны Советов», «Памяти Николая Гумилёва», «Среди дурачеств площадных», «В этой скорбной войне мировой», «Без Веры Русь — что купол без креста», а также «Семеро на Лобном месте» и «Вновь именем народа» — против ввода советских войск в ЧССР в августе 1968. Один из выступивших свидетелей старшего поколения, подтверждая свои показания, назвал эти стихи «славой России».
Поскольку политический характер процесса вызывал вопросы и кривотолки в литературной среде, секретарь по идеологии Ленинградского Обкома КПСС Зинаида Круглова «проинформировала» писателей — коммунистов о событиях «на идеологическом фронте». В выступлении 26 ноября 1969 в связи с подготовкой к 100-летию Ленина, она, говоря о «закономерности» исключения Солженицына из Союза Советских Писателей, заявила, что «он не единственный», что (текст стенограммы): «с 20 ноября в Ленинграде идёт разбирательство антисоветской группы, в числе которой уже пришедший в литературу, хотя ещё и не принятый в Союз… взрослый, сформировавшийся человек, 32-летнего возраста…» И далее об Н. Н. Брауне: «Его заблуждения, ошибочные выступления начались с 1966 года, а его действия проявились в том, что он писал антисоветские произведения, которые тщательно прятал от родных и знакомых, стоящих на правильных позициях, в том, что он получал антисоветскую враждебную литературу, передавал её другим лицам..» и т. д.
В конце процесса, продолжавшегося с перерывами три недели, Н. Н. Браун зачитал начало и конец написанного в камере своего приговора режиму, начиная со слов: «Обвиняемый: Коммунистический Режим. Год рождения: 1917. Однопартийный…» и заканчивая словами: «Обжалованию не подлежит». Свой приговор, в наступившей гробовой тишине, он через адвоката передал судье.
15 декабря 1969 года был приговорён к 7 годам лишения свободы и 3 годам ссылки. Заслушав решение суда, Браун вышел из вставшего зала не спеша, успев исполнить короткую песню протеста.
Срок он отбыл целиком: с весны 1970 — в Мордовских лагерях, с 1972 по 1976 годы — в Пермских лагерях, с 1976 года — 3 года в ссылке в Белом Яре Верхнекетского района Томской области. В заключении им написан ряд книг. В 1979 году вернулся в Ленинград.

## После освобождения
С начала 1990-х годов Н. Н. Браун участвовал в создании Санкт-Петербургского Монархического Центра (С.-ПМЦ), был избран в его руководство. Организатор и участник 1-го Международного съезда Российского Имперского Союза-Ордена 29 мая 1991 года в Санкт-Петербурге. С 15 октября 1991 года — старший соратник Российского Имперского Союза-Ордена (РИС-О, легитимистское крыло), затем генеральный представитель РИС-О по Санкт-Петербургу и Москве, в дальнейшем соратник-руководитель. С 1991 года руководимая им организация проводила пикеты, политические митинги, молебны, крестные ходы в ряде городов России, собрала много тысяч подписей за возвращение первоначального имени Санкт-Петербургу, за очищение его улиц и площадей от бесчестящих его имён цареубийц и террористов. В 1992 году впервые в России издал «Монархическую государственность» Л. Тихомирова, тиражом 10 тыс. экз. В апреле 1993 года стал председателем основанного им Имперского Клуба, который, войдя в Общественную палату РФ в Санкт-Петербурге, регулярно участвовал в её работе. В декабре 2003 — учредитель организации Православный приход храма Воскресения Словущего на Литераторских мостках. В 2008, через 72 года после его закрытия богоборческой властью, в храме, находящемся на территории некрополя выдающихся деятелей России, возобновилась постоянная служба, с обширной просветительской работой.
29 октября 1994 года в Москве Н. Н. Браун был избран исполняющим обязанности Начальника РИС-О в России. Организатор и участник 1-й Международной конференции Русской Зарубежной Комиссии по «екатеринбургским останкам» 21 сентября 1995 года в Москве, в Центре Славянской культуры и письменности. 25 апреля 1996 года принял участие в Международной научно-практической конференции, посвящённой 90-летию Императорской Государственной Думы, выступив в Таврическом Дворце с докладом от РИС-О: «Правый блок в Государственной Думе Российской Империи». Автор гимна РИС-О, утверждённого общим собранием монархистов на юбилейной встрече организации 31 октября 2009 года в Санкт-Петербурге. Делегат многочисленных съездов монархических и патриотических организаций в Москве, Санкт-Петербурге, Екатеринбурге, Курске и т. д. Один из ведущих участников Бело-Монархического Совещания в Санкт-Петербурге 28-29 марта 2008 года, поставившего целью консолидацию сил. На Всероссийской Имперской Ассамблее в Санкт-Петербурге 12 июня 2011 Н. Н. Браун, как ветеран движения, выступил на тему о преодолении противоречий и, как было сказано в СМИ, «призвал к единству русских националистов и поделился воспоминаниями о борьбе монархистов в СССР в 1960-е — 80-е годы».
В 1996 году по приглашению ассоциации британских монархистов в Лондоне принял участие в праздновании 70-летия Королевы Елизаветы II в Палате лордов, возглавляя первую после 1917 года монархическую делегацию из России, что вызвало широкий отклик в печати.
Участвовал в возрождении казачества как репрессированного сословия. С 10 апреля 1996 года — заместитель начальника Главного штаба Союза Казачьих Войск России и Зарубежья (СКВРиЗ). 29 января 1998 года зарегистрировал региональное отделение СКВРиЗ по Санкт-Петербургу. 12 июня 1998 года по его инициативе были впервые после 1917 года проведены конно-спортивные состязания в Красном Селе, где, на специально подготовленном ипподроме, выступили 10 конно-спортивных клубов, победителям были вручены казачьи призы. Издал составленный им походный казачий календарь с гл. казачьими датами и текстами песен. Был делегатом от Главного штаба СКВРиЗ на Общероссийском казачьем съезде 19-21 ноября 1999 года в Санкт-Петербурге. А также выступал с докладами на Общероссийских казачьих съездах в Москве 15 декабря 2009 и 15 декабря 2013. По случаю 20-летия СКВРиЗ, во время визита в Хельсинки в январе 2014, при выступлении перед собранием православной общественности в храме св. Николая, вручил адрес и казачий орден почётному казаку СКВРиЗ Антонию Верикову, основателю «Русского Клуба» в Тампере.
Первая публикация Николая Ник. Брауна под своим именем — стихи, избранные из книги «Потаённая колокольня» (ж. «Енисей». Красноярск. 1990. № 2), удостоенные 1-й премии издательства «За лучшую публикацию года». В том же году вышла обширная подборка стихов Николая Брауна из книги «Мордовский натюрморт» с биографической статьёй о нём в Германии (ж. «Вече». Мюнхен. 1990. № 40), и подборка в США из кн. «Камерная азбука» («Новый Журнал». Нью-Йорк. 1990. Кн. 180).
В 1990-е произведения Брауна появлялись в печати в Санкт-Петербурге, Москве, Мюнхене и Нью-Йорке. В их числе — статьи на исторические и политические темы и его многочисленные интервью. Большая публикация стихов Николая Ник. Брауна вышла в Барнауле (ж. «Ликбез». 1995. № 8). В 1995 году Браун стал одним из учредителей «Мемориала поэта Н. Гумилёва». В 1996 году избран секретарём Клюевского Общества «Песнослов». В 1997 году по инициативе Николая Брауна на средства казачьего издательства была выпущена поэтическая антология «Мечом уст моих», названная по его стихотворению. Представленные в ней произведения белоэмигрантов и политзаключённых СССР (включая стихи самого Брауна), вышли рекордным для поэтических изданий тех лет тиражом 10 тыс. экз. Авторы антологии, восприняв объединительную идею Брауна, создали не коммунистическую ассоциацию писателей «Соратники», в руководство которой избрали Николая Брауна, — он один из её учредителей и постоянный автор выпускаемого с 1998 года журнала «Рог Борея».
В 1998 году стихи Николая Брауна изданы в Белграде в переводе на сербский с предисловием о нём и вошли в состав сборника «Распета Русийа» («Распятая Россия»).
Как специальный корреспондент журнала «Вече» (Мюнхен) в 1998 году Браун работал на XVI («1-м Всемирном») съезде зарубежных кадетских корпусов в Санкт-Петербурге, которое впервые собрал на Родине руководителей русских антибольшевистских организаций, включая Русский Общевоинский Союз (РОВС), Российский Имперский Союз-Орден (РИС-О) и представителей Русской Православной Церкви Заграницей (РПЦЗ).
С начала 1990-х Николай Браун — автор серии передач по Санкт-Петербургскому ТВ, в частности, в популярной программе «Преображение» Виктора Правдюка. В 1996 году — один из учредителей Всероссийского благотворительного Фонда «Храмы России». В октябре 1999 года был выдвинут кандидатом в депутаты Государственной Думы РФ от Общественного движения «За Веру и Отечество».
В 2000 году, как автор «тамиздата» и бывший политзаключённый, Браун принял участие в международной конференции Всемирного конгресса ПЕН-клубов «Писатель. Власть. Права человека», прошедшей в Санкт-Петербурге.
С 2004 года Браун регулярно выступает по Санкт-Петербургскому радио (FM 69,47 МГц) с часовой авторской программой «Поэзия утраченная и обретённая» (ведущий Сергей Кудряшов), в которой знакомит слушателей с ранее неопубликованными в СССР материалами из жизни поэтов русской эмиграции, Белой гвардии, советских лагерей, неизвестными именами. Так, впервые в Санкт-Петербургском эфире прозвучали радиопередачи Брауна о поэтах С. Бехтееве, И. Елагине, А, Несмелове, князе В. Палее, Н. Туроверове, Валентине З/К (Соколове) и многих других.
Николай Браун ведёт раздел «Русские судьбы» в газете «Земля Русская» Петровской Академии Наук и Искусств, и раздел «Русское Зарубежье» в журнале «Рог Борея». Особый интерес читателей вызывают его, основанные на документах, статьи на исторические темы, включающие его интервью у белых эмигрантов старшего поколения, а также у проживающих за рубежом представителей главных ветвей династии Романовых. Эти интервью составляют отдельный аудио-раздел в обширной фонотеке Брауна, именуемой «Голоса двух веков».
Николай Ник. Браун выступает как поэт и бард. Поэтическое творчество Брауна насыщено разнообразными темами современности и историческими сюжетами. Преобладает социальная тематика. Язык образен и точен, от церковного в духовных стихах до политлагерного в «подневольных» песнях. Для стихов Брауна в целом характерно голосовое, ораторское начало, декламационная чёткость. Лирика его напевна. Экспериментируя с формами, по-своему обновляя их, Браун принципиально продолжает классические традиции, от А. К. Толстого и Ф. Тютчева — до Н. Гумилёва.
В 2005 году Николай Браун открыл своей концертной программой 1-й международный Фестиваль авторской гражданской песни «Пилорама» на Урале, который собрал бардов со всей страны. С тех пор Фестиваль ежегодно проводился на территории спец-строгого политлагеря № 36, где в 1970-е годы Браун отбывал часть срока, и где ныне располагается Музей истории политических репрессий «Пермь-36». Концертный проект Николая Брауна, наряду с его песнями и стихами, включает уникальный фольклор ГУЛАГа-ГУИТУ, собранный им в годы заключения. По приглашению Музея «Пермь-36» Браун ежегодно принимал участие в открытии «Пилорамы», а затем выступал на Фестивале с концертной авторской программой «Песни неволи и борьбы». Автор гимна «Пилорамы», впервые исполненного им при открытии Фестиваля в июле 2010 года.
В 2012—2013 годах — лауреат Международных конкурсов исполнительского мастерства «Вдохновение» в Санкт-Петербурге, благотворительным Фондом БИНЕВАЛ «Преображение» 10 июля 2013 автору-исполнителю Н. Н. Брауну был вручён, дополнительно к лауреатскому, специальный диплом «За романтическую творческую молодость». 4 апреля 2015 года он получил приз победителя и диплом лауреата 1-й степени на Всероссийском патриотическом конкурсе «Великая Россия». За исполнение авторского цикла «Поэзоафоризмы» был удостоен лауреатского звания 1-й степени на Международной Санкт-Петербургской Ассамблее Искусств 3 декабря 2016 года, с этого времени в последующих конкурсах появилась номинация «Художественное слово». За конкурсное песенное выступление на Фестивале в Санкт-Петербурге «Белые ночи» 8 июля 2017 года автору был вручён лауреатский диплом «За любовь к родному городу».

## Сочинения
- «Указом Синода от тыща семьсот…» и др. стих. Красноярск. Енисей. 1990. № 2
- Из книги «Мордовский натюр-морт». «Поэту Валентину З/К» и др. стих. Вече. Мюнхен. 1990. № 40
- «Кончается тюремный карандаш…» и др. стих. Нью-Йорк. Новый Журнал. 1990. Кн. 180. С. 25 - 27
- Открытое письмо А. Солженицыну в Вермонт. Смена. 1991. 18 мая
- «По сибирским дорогам, меж штыков и собак…» Памяти Л. Н. Гумилёва. Веч. Петербург. 1992. 24 июл.
- «Красные оборотни» и др. стих. Мюнхен. Вече 1993. № 51
- «Сохрани нас, ветка вербы…» и др. стих. С пред свящ. о. М. Капранова. Барнаул. Ликбез. 1995 № 8
- «Мечом уст моих» и др. стих. С пред. А. И. Михайлова. СПб. ООО «Акация». 1997. 223 с. Тираж 10 000 экз. — ISBN 5-900116-38-7
- На службе Императорской России. Дм. Дм. Хорват. СПб. Земля Русская. 1997. № 1
- Золото Колчака. СПб. Земля Русская. 1997. №3
- «Красное время, кровь голубая, рассеянье белое» и др. стих. Вече. Мюнхен. 1998. № 60
- Сыны Отечества. Сын об отце. СПб. Медный Всадник. 1998. № . 1. С приложением стихов Николая Леопольдовича Брауна: "Я жил, а судьба не давала..." и др. С. 83 - 87
- "Нам, русским, надо быть во всеоружии перед будущим!" Вечерний час с князем Николаем Р. Романовым. Земля Русская. 1998. № 1-3
- Мордовские куранты и др. стих. С биогр. автора. Белград. Распятая Россия. (на сербск.) 1998
- «Рисунки Пушкина, что присланы тобою…» и др. стих. СПб. Рог Борея. 1999. № 2
- Песня в защиту православной Сербии. СПб. Земля Русская. 1999. № 3
- Этапный Рок и др. стих. в кн. Мансарда. СПб. БЛИЦ. 2000. 239 с., ил.
- Эзра Паунд. Вече. Мюнхен. 2000. № 65. С. 240 - 246
- Автографы Н. Клюева в семье Браунов. В кн. Николай Клюев: образ мира и судьба. С. 157 - 164. Вместо заключения: Стихи о Клюеве. Николай Ник. Браун. Праздник-сон. С. 225. Томск. 2000
- Санкт-Петербург — град апостольский. М. Посев. 2001. № 10
- Святыня русского зарубежья. СПб. Рог Борея. 2002. № 13
- Верховному Правителю России. М. Посев. 2002. № 7
- Русский хор «Капелла» из Америки. СПб. Рог Борея 2002 № 14
- Крест высокого служения. СПб. Рог Борея. 2002. № 16
- Пажескому Корпусу — 200 лет. Рог Борея. 2003. № 19
- Зарубежные соотечественники в дни 300-летия С.-Петербурга. Рог Борея. 2003. № 20
- Подарок барона к 300-летию Санкт-Петербурга. Невский альманах. СПб. 2004. № 4https://www.nev-almanah.spb.ru/2004/4/present12.shtml
- Триптих памяти Николая Клюева. В кн. Венок Николаю Клюеву 1911—2003. Сост., пред. и прим. С. И. Субботина. М. Прогресс-Плеяда. 2004. 320 c., ил. — ISBN 5-93006-043-6
- Величальная песнь Санкт-Петербургу. Рог Борея. 2004. № 21
- О нравственном примере писателя. К 85-летию А. Солженицына. СПБ. Русская литература. 2004. № 3
- В круге юбилейном. Рог Борея. 2004. № 23
- Дорогие имена. Николай Ник. Браун. В круге юбилейном. Из выступления в Пушкинском Доме 11.12.2003. Невский альманах. 2005. №3 (22) http://www.nev-almanah.spb.ru Архивная копия от 3 марта 2022 на Wayback Machine > 2004/3_2005/braun.shtml
- Певец с израненной душой. М. «Шансон». 2005. № 1
- Антоновская продолжает звучать. М. Белое дело. 2005
- Николай Браун: «Я верил в возвращение Солженицына». Юбилей письма из зоны 36. М. Посев. 2005. № 1 https://web.archive.org/web/20100430173345/http://www.posev.ru/ > files/magazine — archive/16.pdf
- Неотретушированный Есенин. СПб. Ярь. 2006. № 1
- Гуртовщик златорогих слов. Автографы Н. А. Клюева в семье Браунов. Приневский край. 2006. 28 нояб.
- Есенин умер при допросе. Новости Петербурга. 2006. 14-20 мрт
- Есенин, казнённый дегенератами. Новый Петербургъ. 2006. 13 апр
- К Августейшему праху прибывшей из Дании в Петропавловский Собор Санкт-Петербурга Императрицы Марии Фёдоровны. "Новый Петербургъ" №37 (801). 28.09.2006
- Потаённая колокольня. Предисл. В. С. Правдюка. Сост. и прим. авт. СПб. ООО «Невская жемчужина». 2007. 176 с., ил. — ISBN 5-86161-062-2
- Личный враг Ленина. Новый Петербургъ. 2007. № 15, № 16
- Подарок барона имперской столице. К юбилею Эдуарда фон Фальц-Фейна. Русские страницы. 2007. № 4
- «Пред судом истории» — депутат Императорской Думы Василий Шульгин. М. Посев. 2008. № 2
- Самородок земли вытегорской. Клюевские дни в Вытегре. Рог Борея. 2008. № 35
- Сохранить бессмертную душу. В год 100-летия со дня рождения писателя Леонида Пантелеева. Сыктывкар. Вера-Эском. 2008. № 10. http://www.rusvera.mrezha.ru/564/5/htm (недоступная+ссылка)
- Приветствие Литературному собранию «соратников». Рог Борея. 2008. № 36
- «Я не инакомыслящий, я мыслящий, это опаснее…» М. Посев. 2009. № 4 http://www.posev.ru>files/magazin — (недоступная ссылка) archive/68.pdf
- «Идут по России пророки» и др. стих. и песни. СПб. ВВМ. Гитара по кругу. Альманах. С диск. CD. 2010. — 274 с., ил. — ISBN 978-5-9651-0497-0
- В автографах Есенина пульсирует его энергия. СПб. Невское время. 2010. 2 окт.
- Петь будет Россия Есенина. Цикл стихов. 2010. http://esenin.ru/esenin-segodnia/esenin-v-tvorchestve-nashikh-sovremennikov/braun-n-n Архивная копия от 8 апреля 2016 на Wayback Machine
- Жертвы режима. «В его приговоре значилось, что, стоя на телеге на площади, он до хрипоты проклинал советскую власть». Интервью с Н. Н. Брауном. Новый Компаньон. 2 ноября 2010. Электронное периодическое издание. Пермь. Россия. http://newsco.ru>articles/nk-427588.html (недоступная ссылка)
- Келломяки в моей жизни. Статьи и воспоминания. С илл. в кн. Комарово-Келломяки. С. 194 - 213. СПб. «ПСП-принт». 2010
- «Есенин и ложь. Доколе вместе?..» Интервью С. Лучкиной у Н.Н. Брауна. В кн. «Не умру я, мой друг, никогда!». Ответ. сост. С. П. Есенина. Саратов. Ай Пи Эр Медиа. 2011. 712 с. — ISBN 978-5-904000-53-0
- Стихи о Гумилёве читал со скамьи подсудимых. Невское время. 2011. 24 авг.
- Золотое сердце России. Новый Петербургъ. 2012. № 45, № 46
- Опасно мыслящий. В кн. «Эта пристань есть…» «АураИнфо» СПб. 2012. С.173 - 181. — ISBN 978-5-905283-15-4
- Россия ждёт поэтов новых, смелых! СПб. Рог Борея. 2012. № 48
- 5 сентября — всенародная дата памяти жертв режима. М. Посев. 2013. № 9 https://web.archive.org/web/20100430173345/http://www.posev.ru/ > files/magazine — archive/135.pdf
- Всё началось с Декрета о Красном терроре. Невское время. 2013. 30 окт.
- Товарищи писатели, «колитесь»! СПб. Русские страницы. Цикл стих. и поэма. 2013. № 8
- Предсказавший свою судьбу. Приневский край. 2013. 5 сент., 24 сент., 10 окт.
- Мы шли в одной колонне заключённых. Рига. Латвийские вести. (на латышск.) 2013. 5 нояб.

http://www.la.lv/marsejam-viena-ieslodzito-kolonna. Saruna ar Nikolaju Braunu/LA
- Диктатура доноса. М. Посев. 2013. № 11 https://web.archive.org/web/20100430173345/http://www.posev.ru/ > files/magazine — archive/137.pdf
- За «Реквием» я получил шесть суток ШИЗО. Вечерний Петербург. 2014. 16 июня
- «Реквием» наизусть. М. Посев. 2014. № 7
- «Реквием» я никому не надписываю…" Сыктывкар. Вера. 2014. Июль. № 712
- «Реквием» через «границу на замке». К 125-летию Анны Ахматовой. Нью-Йорк. Новый Журнал. 2014. Книга 276. С.163 - 175
- «Под иконами умирать…» Правда и мифы о Сергее Есенине. М. Аргументы и факты. 2015. № 40. 30 сент. — 6 нояб.
- Зинаида Гиппиус в Санкт-Петербурге. СПб. На русских просторах. 2015. № 4 (23)
- 90 лет гибели Сергея Есенина. Интервью. Поэт Николай Ник. Браун. Эхо Петербурга. 28 декабря 2015. 13:06 https://echo.msk.ru/sounds/1684990.html (недоступная ссылка)
- Дуэль и фронт — удел поэта… Монолог от первого лица. К истории неофициальной культуры и современного русского зарубежья: 1950—1990-е. Автобиографии. Авторское чтение. [сост., отв.ред., примеч. Ю. М. Валиева] СПб. 2015. — 600 с. + 3CD — ISBN 978-5-4380-0099-0
- «В век Антирусской Мировой» и др. стих. и песни. СПб. Изд. Парадокс. Гитара по кругу. Альманах-2. Юбилейное изд. С диском CD. 2015. — 256 с., ил.
- Николай Ник. Браун. Памяти Игоря Талькова, поэта, барда, борца за Россию. Новый Петербургъ. 2016. 25 окт. newspb.su>bez/pamyati-igorya-talkova-poeta-barda-borza-za-rossiyu
- Николай Браун: «К нам относились сочувственно, как к детям репрессированных…» Переселенческий вестник 07.10.2017 (Zeitung Aussiedlerbote) https://web.archive.org/web/20171025075651/http://aussiedlerbote.de/main/3228-nikolay-braun-k-nam-otnosilis-sochuvstvenno-kak-k-detyam-repressirovannyh.html
- «За пять суток я присутствовал при отказе от власти двух государей». К 140-летию со дня рождения В. В. Шульгина. Интервью с Н. Н. Брауном, его секретарём. 2018. 12 янв. http://www.tass.ru /v-strane/4863711
- Н. Н. Браун. «Неподцензурная поэтика». Ответы на вопросы университетской анкеты 24-25 декабря 2017. Русский журнал. СПБ. 2018. № 8. Апрель-май
- Н. Н. Браун: «Служить Отечеству в согласии со своими убеждениями». Город и горожане в 315-летие Санкт-Петербурга. Достойные люди России. Невский альманах. 2018. № 5. С илл. С. 3-16. http://www.new-almanah.spb.ru/2004/5_2018/magazine/#page/4
- Н. Н. Браун. Путём Гумилёва. Цикл стихов с предисловием автора. Невский альманах. СПБ. 2019. № 2. C илл. neva-2019-2-19-21. pdf
- Николай Ник. Браун. К памятной дате. Путём Гумилёва. Нью-Йорк. Новый Журнал. 2019. № 295. С. 12 - 22 newreviewinc.com >nikolay-nik-braun/
- Н. Н. Браун. Анна Ахматова: «Реквием я никому не надписываю…» К 130-летию со дня рождения. Нью-Йорк.  Времена. 2019. № 2 (10). С. 202—216. С илл.file: ///G:/Анна %20 Ахматова /sourse %20 A.%20 Ахм.% 20 Реквием % 20 я % 20 никому %20 не %20 надписываю..% 20 К %20 130-летию %20 со % 20 дня %20 р..pdf
- Николай Ник. Браун. Всем матерям российским. Главы из поэмы. Предисловие Георгия Ермакова. Сыновнее послание. Нью-Йорк. Новый Журнал. № 298. С. 226 - 235. 2020.  newrewiewinc.com>nikolay-nik-braun-1/   https://newreviewinc.com/pdf/2020/298.pdf Архивная копия от 30 декабря 2021 на Wayback Machine  S. 226-235
- "Всех взяли в плен". Кто хотел заткнуть Есенину глотку? Интервью Марии Поздняковой у Н.Н. Брауна. М. Аргументы и факты. 2020. №40. 30 сент. - 6 окт. aif.ru vseh_vzyali_v_plen_kto_hotel_zatknut_eseninu_glotku?
- Николай Ник. Браун. Бациллы, вирусы... Цикл стихов. Невский альманах. СПБ. 2020. №5. С илл. neva-2020-5-76-77. pdf
- "И о том, о чём рассказывать было не принято..." Интервью Н.Н. Брауна Владимиру Желтову. В кн. "Узелки блокадной памяти". СПб.  Фонд социальной поддержки населения "Мост поколений". 2020. С. 432 - 441. ISBN 978-5-6045401-5-2.
- Николай Ник. Браун. Дождь по тюремным стёклам... Стихи. Наш современник. М. 2021. №1. С. 17 - 22. http://www.nash-sovremennik.ru Архивная копия от 16 апреля 2008 на Wayback Machine/archive/2021/n1/2101-03 pdf  НС <_3033202D20С1F0E0F3ED2E717864_pdf
- Николай Ник. Браун. "Голову срезал палач и мне..." К 100-летию расстрела Николая Гумилёва. Новый Журнал. Нью-Йорк. № 305. С. 280 - 297. Декабрь 2021.
- Один смелый - Николай Браун и его стихотворения протеста против вторжения 1968 года. 25 августа 2023. С илл. gulag.cz >ru /Новость/ braun https://www.gulag.cz один смелый /ru/%DQ%9D%DQ%BE%DQ%B2%DQ%BE%D1%81%D1%82%D1%8C/braun
- Я вдруг нашёл себя в Мартирологе. Музей "Следственная тюрьма НКВД" в Томске. 19 июля 2024. https://dzen.ru/a/ZpZJ6i2bZB4LPTRM
- Николай Ник. Браун. На концерте Вертинского. Вспоминая о двух концертах. Тексты авторских песен Н.Н. Брауна. Памяти Александра Вертинского. Петру Лещенко, певцу и артисту. Приезжайте, Алла свет-Баянова! С илл. "На русских просторах" 4 (59) 2024. С. 67 - 71. СПб. Ноябрь 2024.